# Fredrik Vogt
Fredrik Vogt (23 décembre 1892-26 janvier 1970) est un ingénieur et fonctionnaire norvégien. Dans les années 1930, il est professeur et recteur à l'Institut norvégien de technologie (abréviation norvégienne NTH). En tant que premier directeur général de l'Agence norvégienne des ressources en eau et de l'énergie, il joue un rôle central dans le développement de la capacité hydroélectrique en Norvège après la Seconde Guerre mondiale.

## Vie privée
Vogt est né à Kristiania, fils du professeur de métallurgie et de géologie Johan Herman Lie Vogt et Martha Johanne Abigael Kinck. Il est le frère du géologue Thorolf Vogt, de l'économiste Johan Vogt et du rédacteur en chef et député Jørgen Vogt . En 1916, il épouse Signe Fjalstad, une sœur du juriste et homme politique Olaf Fjalstad . Il est le beau-frère de l'acteur Martin Linge et du médecin Odd Havrevold, tous deux mariés à sa sœur Margit . Il meurt à Oslo en janvier 1970 .

## Carrière
Vogt est diplômé en tant qu'ingénieur en construction de l'Institut norvégien de technologie en 1914, et en tant que dr. techn. en 1924 . Sa thèse, Berechnung und Konstruktion des Wasserschlosses, est publiée en Allemagne. Il est le premier doctorat du NTH . De 1914 à 1918, il travaille comme ingénieur pour Kincks Vandbygningskontor. De 1918 à 1922, il construit la centrale hydroélectrique de Skarfjord dans le nord de la Norvège . Il est nommé à l'Institut norvégien de technologie à partir de 1922, comme professeur de mécanique à partir de 1931. Il publie près d'une cinquantaine d'articles scientifiques dans diverses revues. En 1936, il est élu recteur de l'institut .
En tant que recteur lors de l'invasion allemande de la Norvège et de l'occupation qui suit, Vogt doit faire face à divers défis. Il est réélu recteur en mai 1940, mais démissionne de son poste en septembre 1941 et s'installe à Oslo. En janvier 1943, il part en ski vers la Suède et est immédiatement amené en Angleterre . A Londres, il travaille pour le gouvernement norvégien en exil. À partir de l'été 1943, il préside un comité industriel gouvernemental .
Vogt reprend son poste de recteur au NTH à partir de mai 1945 . Il est directeur général de l'Agence norvégienne des ressources en eau et de l'énergie de 1947 à 1960 ,. Au cours de cette période, le gouvernement norvégien achève plusieurs grandes centrales hydroélectriques, augmentant la capacité de production annuelle totale de l'État d'environ deux à près de huit TWh . Sur le plan international, il préside le Comité de l'électricité de l'Organisation européenne de coopération économique de 1954 à 1957 et est membre d'un comité de la Banque mondiale pour la supervision des centrales électriques financées par la banque .
Vogt est membre de l'Académie norvégienne des sciences et des lettres en 1936. Il est fait Commandeur de l'Ordre de Saint-Olaf en 1947 et est Commandeur de l'Ordre royal de l'Étoile polaire .

## Distinctions
- Commandeur de l'ordre royal de l'Étoile polaire